# 窦庄村
35°38′36″N 112°31′10″E / 35.64333°N 112.51944°E
窦庄村位于中国山西省沁水县嘉峰镇，又称豆庄村，是以窦姓为主的村落。窦庄古建筑群于2006年被列为第六批全国重点文物保护单位。
窦庄始建于北宋，左屯卫大将军窦璘从陕西扶风迁居到此。窦庄现存建筑总面积约4万平方米，除民宅外，还有庙宇、祠堂、城墙等建筑，最早的建筑是佛寺主殿及配殿，为元代遗构，其它为明清建筑。